# 畠山久俊
畠山 久俊（はたけやま ひさとし）は、戦国時代の武将。実在性は不明。

## 概要
『畠山記集成』によると、明応6年（1497年）9月には畠山尚順・越智光元と敵対する筒井順盛・十市清矩を討伐するために大将として出陣している。同8年（1499年）には「佐味ノ中山」に砦を築いて周辺の国人を従えた。
一方有田市の定福寺の伝承によると、明応2年（1493年）の正覚寺の戦いで兄・畠山尚順が敗北して紀伊国に退いたため、久俊も摂津国吹田から紀伊国宮原荘に退却した。定福寺の吹田観音はこの際に持ち込まれたものであるという。
『紀伊続風土記』によると、有田郡広荘広村の吹田荘蔵の先祖が久俊であり、子の弥四郎久長は永禄5年（1562年）3月5日の久米田合戦で戦死したという。